# Marea Armată Păgână
Marea Armată Păgână, cunoscută și sub numele de Marea Armată Vikingă, a fost o coaliție de războinici scandinavi care au invadat Anglia în anul 865 d.Hr. De la sfârșitul secolului al VIII-lea vikingii se implicaseră în raiduri asupra centrelor de bogăție, cum ar fi mănăstirile. Marea Armată Păgână era mult mai mare și urmărea să cucerească și să ocupe cele patru regate din Anglia de Est, Northumbria, Mercia și Wessex.
Numele de Marea Armată Păgână se bazează pe Cronica anglo-saxonă. Forța a fost condusă de trei dintre cei cinci fii ai semilegendarului Ragnar Lodbrok, inclusiv Halfdan Ragnarsson, Ivar Fără de Oase și Ubba. Campania de invazie și cucerire împotriva regatelor anglo-saxone a durat 14 ani. Sursele supraviețuitoare nu oferă nicio indicație fermă asupra numărului său, dar a fost descrisă ca printre cele mai mari forțe de acest gen.

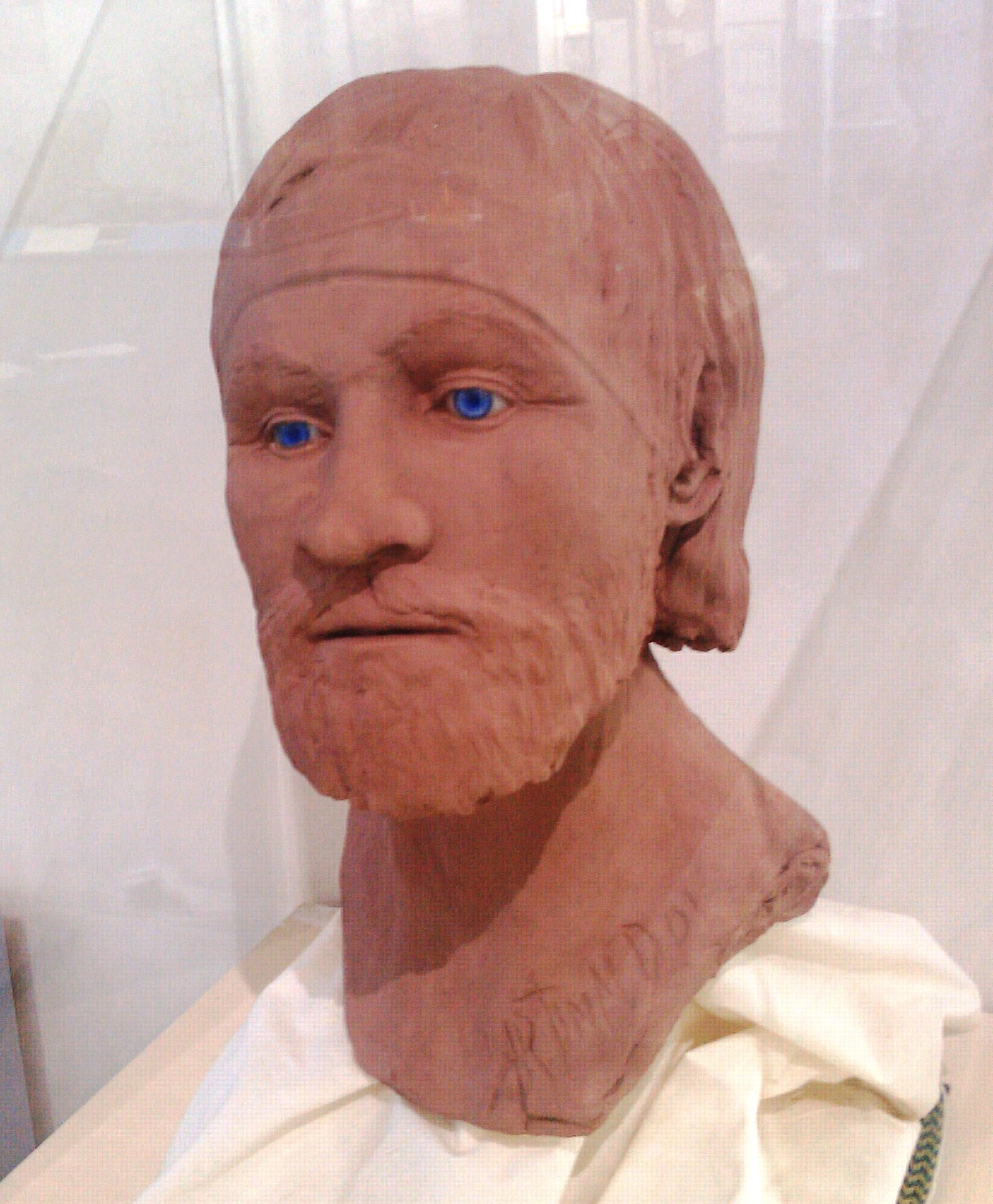
O reconstrucție a unui viking din Repton în Mercia. Acest model se află acum în Muzeul Derby.

Invadatorii au debarcat inițial în Anglia de Est, unde regele le-a oferit cai pentru campania lor în schimbul păcii. Au petrecut iarna anului 865–866 la Thetford, înainte de a mărșălui spre nord pentru a captura York în noiembrie 866. York fusese fondată ca fortăreață a legiunilor romane Eboracum și reînviată ca port comercial anglo-saxon Eoforwic.
În timpul anului 867 armata a intrat adânc în teritoriul Merciei și a iernat la Nottingham. Mercienii au căzut de acord cu armata vikingă, care s-a mutat înapoi la York pentru iarna 868–869. În 869 Marea Armată s-a întors în Anglia de Est, cucerind-o și ucigându-i regele. Armata s-a mutat în cartierele de iarnă din Thetford.

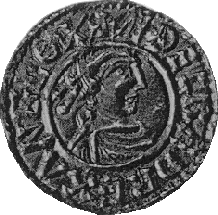
Un penny de argint cu chipul lui Æthelred I, regele Wessex (865–871)

În 871 vikingii s-au mutat în Wessex, unde Alfred cel Mare i-a plătit să plece. Armata a mers apoi la Londra pentru a ierna în 871–872. În următorul sezon de campanie armata s-a mutat pentru prima dată la York, unde a adunat întăriri. Această forță a făcut campanie în nord-estul Merciei, după care și-a petrecut iarna la Torksey, pe Trent, aproape de Humber. În următorul sezon de campanie se pare că a supus o mare parte din Mercia. Burgred, regele Merciei, a fugit în afara țării, iar în locul lui s-a impus Coelwulf, descris în Cronica anglo-saxonă drept „conte al unui rege prost”. Armata a petrecut iarna următoare la Repton, pe partea din mijloc a Trentului, după care pare să se fi împărțit. Un grup s-ar fi întors în Northumbria, unde s-a stabilit în zonă, în timp ce un alt grup pare să se fi întors să invadeze Wessex.
Până atunci, doar regatul Wessex nu fusese cucerit. În mai 878 Alfred cel Mare i-a învins pe vikingi în bătălia de la Edington și a fost convenit un tratat prin care vikingii au putut să rămână în controlul unei mari părți din nordul și estul Angliei.

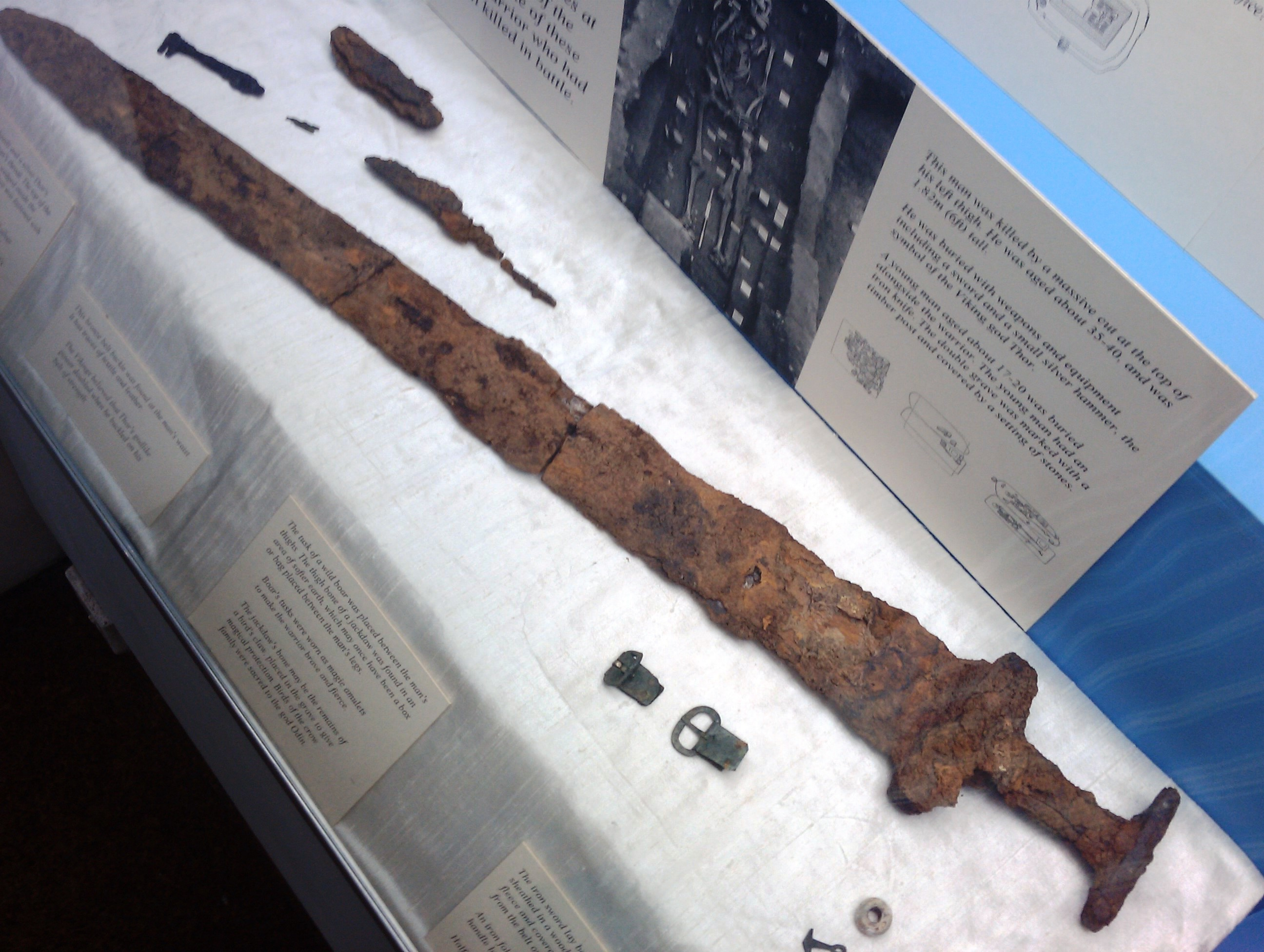
O sabie a unui viking îngropat la Repton în Mercia. Această sabie este acum în Muzeul Derby.

Cronica anglo-saxonă nu menționează motivul acestei invazii, poate pentru că raidurile vikingilor erau destul de comune în acea perioadă de timp. Povestea fiilor lui Ragnar, pe de altă parte, menționează că invazia Angliei de către Marea Armată Păgână a avut ca scop răzbunarea morții lui Ragnar Lodbrok, un legendar conducător viking al Suediei și Danemarcei. În saga vikingilor se spune că Ragnar a efectuat un raid asupra Northumbriei în timpul domniei regelui Ælla. Vikingii au fost învinși, iar Ragnar a fost capturat de Northumbrieni. Ælla l-a executat apoi pe Ragnar, aruncându-l într-o groapă de șerpi veninoși. Când fiii lui Ragnar au primit vestea morții tatălui lor, au decis să-l răzbune. 